# 1652 год в России
Царствование: 1645—1676 — Алексея Михайловича

## События
- 1651—1653 — русско-персидский конфликт. Вооружённый конфликт на Северном Кавказе, связанный с планами Сефевидов укрепить свои позиции в этом регионе и вытеснить Россию[1].
- 15 апреля — смерть пятого патриарха Московского и всея Руси (с 1642) Иосифа.
- 25 июля (ст.ст) 1652—1666 — Церковный собор избрал нового патриарха Московского и всея Руси Никона (1605—1681)[2][3].
  - Издание Никоном постановления о форме церковных поклонов, крещении тремя перстами, употреблении икон только греческого письма (начало раскола русской церкви; вытеснение древнерусских традиций в иконописи)[2].
  - Отстранение «ревнителей благочестия» от корректирования богослужебных сочинений и передача сего труда греческим и киевским монахам[2].
  - Официальная канонизация РПЦ и торжественное перенесение в Москву мощей митрополита Филиппа Колычева (ум. 1569). За останками убитого на Соловки (перезахоронен там в 1591 году) ездил патриарх Никон, в то время ещё новгородский митрополит[4][5].
  - Торжественное перезахоронение мощей патриарха Гермогена (ум. 1612) из Чудова монастыря в Успенский собор Московского кремля[6].
  - 1652—1656 — новый патриарх Никон начал строительство новых Патриарших палат в Московском кремле[3].
  - По благославлению патриарха в Москве при Андреевском монастыре открыто духовное училище, в котором преподавали киевские старцы[3].
- 26 августа — рождение царевны Марфы (1652—1707), третьего ребёнка и второй дочери царя.
- Лето — от войскового (генерального) писаря И.Е. Выговского, передавшего в Москву за вознаграждение данные о переговорах Богдана Хмельницкого с разными сторонами, стало известно, что ряд приближённых гетмана выступают за получение казаками турецкого или крымско-татарского подданства[7].
- Впервые в источниках упомянут Степан Тимофеевич Разин в связи с его прошением паломничества в Соловецкий монастырь[8].
- 1651—1652 — русское посольство во главе с Прончищевым Афанасием Осиповичем в Краков с целью добиться наказания польских вельмож виноватых в неточности написания в официальных документах титула русского царя (были опущены упоминания о подчинении ему карталинских и грузинских царей, а также Кабарды)[9].
- Усмань и его окрестности подверглись нападению крымских татар[10].
- Пожалованы окольничеством: Головин Пётр Петрович, Елизаров Фёдор Кузьмич,  Львов Семён Петрович[11].
- Пожалованы боярством: Куракин Григорий Семёнович, Пронский Иван Петрович, Бутурлин Василий Васильевич (ум. 1656)[11].
- Местничество: 
  - Лаптев Семён и Ханыков Захарий[12].
  - 9 февраля — царский указ "О наказании князя Мышецкого Даниила Ефимовича за несправедливое местничество против окольничего Плещеева Михаила Львовича"[13].
  - 25 марта — царский указ "О наказании заключением в тюрьму за несправедливое местничество против бояр Долгорукова К. Юрьевича и Долгорукова К. Дмитриевича"[13].
  - Царский указ "О расчётах местничества и о рассмотрении иными лицами, старшими в роде"[13].

## Землепроходцы
- Экспедиция Семёна Дежнёва[14].
  - Лето — в море, недалёко от устья р. Анадырь обнаружена "корга" отмель с большим лежбищем моржей, клыки которых (рыбий зуб) ценились наравне с собольими мехами[14].
- 24 марта (3 апреля) — бой у Ачанского острога[15]. После похода Ерофея Хабарова (с 1649) первое вооружённое столкновение с китайцами на Амуре в борьбе за Приамурье[2].
- Второй поход Ерофея Павловича Хабарова на р. Амур (1650-1653)[16]:
  - Март — отряд Хабарова разбил отряд маньчжуров (около 1000 чел.)[16].
  - Весна — Хабаров отправился вверх по Амуру[16].
  - Зима 1652/1653 — Хабаров провёл в земле гиляков[16].

- Поход Нагибы И.А. по Амуру в поисках экспедиции Хабарова, привёл к вынужденному плаванию вдоль южного побережья Охотского моря и открытию Ульбанского и Тугурского заливов[17].

## Города и поселения
- Основан город Иркутск[18].
- На Белгородской черте южных рубежей реестровыми казаками основан город Острогожск[19]
- Воеводой и стольником Арсеньевым Фёдором Юрьевичем, как крепость на Белгородской засечной черте, основан Острогожск (среди населения преобладали переселенцы с Украины). С этого же года город стал центром Острогожского уезда и был сформирован Острогожский черкасских полк (1652-1668) Слободской Украины (существовал до 1765 года)[20].
- Возведение за городскими пределами Москвы иноземной слободы для иностранных мастеров[2].
- На Закамской оборонительной черте основана крепость Заинск[21].

## Руководители приказов
| Года         | Приказ                    | Ф,И,О главы                     | Примечания      |
| ------------ | ------------------------- | ------------------------------- | --------------- |
| 1652—1655/56 | Большого дворца           | Бутурлин Василий Васильевич     |                 |
| 1651—1655    | Земский приказ            | Хитрово Богдан Матвеевич        |                 |
| 1652—1653    | Ствольный приказ          | Хитрово Богдан Матвеевич        |                 |
| 1652—1664    | Новой четверти            | Хитрово Богдан Матвеевич        |                 |
| 1648-1654    | Царская мастерская палата | Ртищев Фёдор Михайлович Большой |                 |
| 1648-1665    | Стрелецкий приказ         | Милославский Илья Данилович     | Боярин          |
| 1648-1666    | Большой казны             | Милославский Илья Данилович     | Боярин          |
| 1649-1666    | Иноземский приказ         | Милославский Илья Данилович     | Боярин          |
| 1649-1667    | Аптекарский приказ        | Милославский Илья Данилович     | Боярин          |
| 1650-1658    | Рейтарский приказ         | Милославский Илья Данилович     | Боярин          |
| 1652-1656    | Казённый приказ           | Милославский Илья Данилович     | Боярин          |
| 1648-1654    | Сыскной приказ            | Долгоруков Юрий Алексеевич      | Боярин          |
| 1650-1654    | Пушкарский приказ         | Долгоруков Юрий Алексеевич      | Боярин          |
| 1630-1661    | Разрядный приказ          | Гавренёв Иван Афанасьевич       | Думный дворянин |
| 1650-1653    | Владимирский судный       | Шереметев Василий Петрович      | Боярин          |

## Воеводы[29]
Города по алфавиту
| Года      | Город     | Ф,И,О воеводы                 | Примечания              |
| --------- | --------- | ----------------------------- | ----------------------- |
| 1652-1653 | Алешня    | Коптев Даниил                 |                         |
| 1651-1653 | Арзамас   | Опухтин Аверкий Сидорович     |                         |
| 1652-1655 | Астрахань | Пронский Иван Петрович        | Боярин                  |
| 1651-1653 | Атемар    | Леонтьев Фёдор Иванович       | Стольник                |
| 1652      | Берёзов   | Волков Григорий Васильевич    |                         |
| 1652-1656 | Берёзов   | Малово Сергей Андроньевич     | В другом акте Андронник |
| 1652-1654 | Брянск    | Долгоруков Григорий Данилович | Стольник                |
| 1651-1653 | Бежецк    | Ловчиков Богдан Иванович      |                         |
| 1652-1653 | Белгород  | Бутурлин Емельян Иванович     |                         |

## Родились
- Братья Лихуды (Иоанникий, 1633—1717, и Софроний, 1652—1730; в России с 1685) — греческие православные монахи, первые преподаватели первого высшего учебного заведения Русского государства.
- Царевна Марфа Алексеевна (26 августа 1652 — 19 июня 1707) — дочь царя Алексея Михайловича и его первой супруги Марии Ильиничны.
- Посошков, Иван Тихонович (1652, село Покровское — 1 февраля [12] 1726, Петропавловская крепость) — первый русский экономист-теоретик; публицист, предприниматель и изобретатель.
- Шереметев, Борис Петрович (25 апреля [5 мая] 1652, Москва — 17 [28] февраля 1719, там же) — полководец и дипломат, первый русский граф (1706).
- Август — Шеин Алексей Семёнович, русский государственный и военный деятель, боярин (с 1682), ближний боярин (с 1695)[30].

## Умерли
- Голицын Василий Андреевич (?—21 (31) января — родоначальник 1-й ветви ("Васильевичей") князей Голицыны[31].
- Аффоний (ум. 6 апреля 1652) — митрополит Новгородский и Великолуцкий, святой Русской церкви.
- Иосиф (?, Владимир — 15 апреля 1652, Москва) — пятый патриарх Московский и всея Руси (с 1642).
- Варлаам (Старорушин) (ум. 9 июля 1652, Москва) — епископ Русской православной церкви, митрополит Ростовский и Ярославский.
- Ахамашуков-Черкасский, Василий Петрович (ум. 1652) — князь, стольник, воевода, окольничий и дипломат.
- Виниус, Андрей Денисович (1605—1652) — русский купец и заводчик голландского происхождения
- Одоевский, Михаил Никитич (ум. 19 (29) ноября 1652) — князь, стольник, спальник[32].
- Пронский, Пётр Иванович (ум. 1652) — князь, боярин и воевода.